# Kisela Voda
Kisela Voda (makedonska: Кисела Вода) är en ort i Nordmakedonien. Den är huvudort i kommunen med samma namn, i den centrala delen av landet, 8 kilometer sydost om huvudstaden Skopjes centrum. Kisela Voda ligger 239 meter över havet och antalet invånare är 58 216.